# ويليام باتلر (سياسي)
ويليام باتلر (بالإنجليزية: William Butler)‏ هو سياسي أمريكي، ولد في 17 ديسمبر 1759 في الولايات المتحدة، وتوفي في 15 نوفمبر 1821 في نفس البلد. حزبياً، نشط في الحزب الجمهوري الديمقراطي. وقد انتخب عضو مجلس نواب كارولاينا الجنوبية وانتخب عضو مجلس النواب الأمريكي.